# Margarita Vasileva
Margarita Vasileva (en búlgaro: Маргарита Василева; Sofía, 30 de mayo de 2005) es una deportista búlgara que compite en gimnasia rítmica, en la modalidad de conjuntos.
Ganó una medalla de oro en el Campeonato Mundial de Gimnasia Rítmica de 2022 y tres medallas de oro en el Campeonato Europeo de Gimnasia Rítmica, en los años 2022 y 2024.

## Palmarés internacional
| Campeonato Mundial | Campeonato Mundial | Campeonato Mundial | Campeonato Mundial |
| Año                | Lugar              | Medalla            | Prueba             |
| ------------------ | ------------------ | ------------------ | ------------------ |
| 2022               | Sofía (Bulgaria)   | Medalla de oro     | Concurso completo  |
| Campeonato Europeo |                    |                    |                    |
| Año                | Lugar              | Medalla            | Prueba             |
| 2022               | Tel Aviv (Israel)  | Medalla de oro     | Equipo             |
| 2024               | Budapest (Hungría) | Medalla de oro     | Concurso completo  |
| 2024               | Budapest (Hungría) | Medalla de oro     | Equipo             |